# 拉韦尔涅
拉韦尔涅（法語：La Vergne，法語發音：[la vɛʁɲ]）是法国滨海夏朗德省的一个市镇，位于该省东部，属于圣让当热利区。

## 地理
拉韦尔涅（45°57'44"N, 0°33'53"W）面积13.97 平方千米，位于法国新阿基坦大区滨海夏朗德省，该省份为法国西部滨海省份，北起旺代省，西临大西洋，南至吉倫特省，东南接多爾多涅省，东北接德塞夫勒省接壤，东临夏朗德省。
与拉韦尔涅接壤的市镇（或旧市镇、城区）包括：朗德、圣让当热利、泰尔南、托尔克塞、瓦赛、埃苏韦尔。

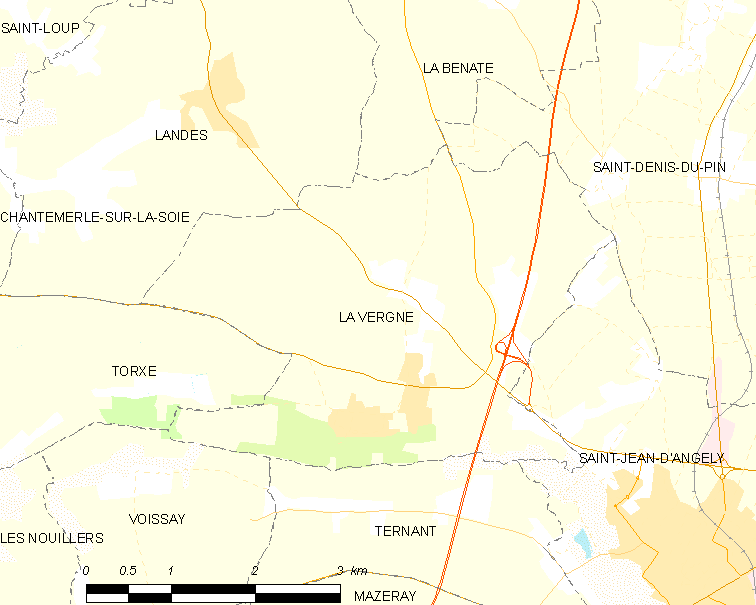
拉韦尔涅的OSM定位图

拉韦尔涅的时区为UTC+01:00、UTC+02:00（夏令时）。

## 行政
拉韦尔涅的邮政编码为17400，INSEE市镇编码为17465。

## 政治
拉韦尔涅所属的省级选区为圣让当热利县。

## 人口

1962-2008年间拉韦尔涅人口变化图示

拉韦尔涅于2022年1月1日时的人口数量为610人。